# Нікола Бонев
Нікола Іванов Бонев (23 липня 1898 — 18 червня 1979) — болгарський астроном, академік Болгарської АН (1978).
Народився в місті Стара Загора. Освіту здобув у Софійському університеті, удосконалював знання в Парижі і Берліні. З 1932 року — професор астрономії Софійського університету, в 1952—1972 роках — директор сектора астрономії при Болгарській АН.
Основні наукові роботи присвячені вивченню тіл Сонячної системи. Займався питаннями походження й еволюції Місяця, вивчав розподіл кратерів на поверхні Місяця, розглянув можливість утворення деяких місячних кратерів в результаті вулканічної активності. Досліджував рух супутників Юпітера і Сатурна, обертання Венери навколо осі. Ініціатор міжнародної програми вимірювання дуги меридіана Північний Льодовитий океан — Африка (1933).
Голова Болгарського астронавтичного товариства від часу його заснування (з 1957 року), член Міжнародної академії астронавтики (1961), президент Міжнародної астронавтичної федерації (1962—1963).